# L'Assumpció (Xilxes)
L'Església Parroquial de l'Assumpció de Xilxes, situada a la Plaça d'Espanya, 1, d'aquesta localitat de la Plana Baixa és un lloc de culte catòlic catalogat com Bé de Rellevància Local, segons la Disposició Addicional Cinquena de la Llei 5/2007, de 9 de febrer, de la Generalitat, de modificació de la Llei 4/1998, d'11 de juny, del Patrimoni Cultural Valencià (DOCV Núm. 5.449 / 13/02/2007), amb codi: 12.06.053-001.
L'església està dedicada a l'Assumpció de Santa Maria.

## Història
El primitiu temple possiblement és de l'època de la reconquesta de Jaume I, i utilitzaria les restes d'una mesquita àrab per iniciar la seva construcció. Es tenen referències documentals d'aquest temple de 1365.
Com tot edifici d'època tan antiga, ha sofert molts avatars com els saquejos que va sofrir per part de pirates berberiscos i per moriscs al Segle XVI. Com a conseqüència d'aquests atacs va haver de procedir-se, en 1593, a la reconstrucció de l'altar major, d'altres altars i de diversos retaules.
A la fi del segle xvii (1685) es procedeix a una renovació del temple, seguint el corrent Barroc i de pas s'amplia aquest, duent a terme al final una nova construcció en el mateix lloc de l'antiga església, però de major dimensió en tant s'afegia al temple l'espai que comprenia la casa abadia.
Per la seva banda, en la segona meitat del segle xviii, les renovacions es van centrar al seu interior. Es duu a terme l'adquisició, en 1763 del retaule de la capella de la Mare de Déu dels Desamparats, datat de 1667. Es tracta d'un retaule de fusta daurada i policromada, molt decorat a força de flors, fruites i caps d'àngels. Estructuralment estava constituït per dos cossos, un d'inferior, de sis metres d'ample amb un arc de mig punt entre quatre columnes salomóniques; i un altre superior de quatre metres d'amplària i idèntica estructura de l'inferior, però amb el nínxol rectangular, i sobre uns pedestals s'elevaven les imatges de Sant Vicent Màrtir i Sant Vicent Ferrer, patrons de la ciutat i Regne de València respectivament. En 1766 es va augmentar la decoració interior amb l'adquisició de més imatges. Interiorment l'església ja tenia il·luminació elèctrica en 1918.

## Descripció
L'actual Església és un edifici d'estil barroc i neoclàssic. La seva planta consta de nau única amb capelles laterals comunicades entre si, i allotjades entre els contraforts; creuer poc marcat; i testera plana.
La planta presenta cor alt als peus del temple, baix el qual es disposa la porta d'accés al recinte sagrat. Disposa d'una torre campanar al costat esquerre de la planta a la qual s'accedeix des d'una porta a l'esquerra de l'entrada principal, mentre que a la dreta s'accedeix al baptisteri.
La nau central es cobreix amb volta de canó, que descansa sobre pilastres que segueixen l'ordre compost. La planta presenta creuer que es cobreix amb cúpula asseguda sobre un tambor octogonal que al seu torn, descansa sobre petxines.
La porta principal presenta llinda de pedra amb dos cossos, unes pilastres dòriques es mostren a tots dos flancs del cos inferior, mentre que en el superior s'observa una fornícula sota un frontó triangular sostingut per pilastres senzilles.
La torre campanar, s'alça en el lateral esquerre de la façana i presenta una planta quadrada.
Interiorment la seva decoració és majoritàriament neoclàssica, encara que amb tocs barrocs que queden de manifest en l'excés de rocalles, florons, petxines i medallons per tot l'interior del temple. El retaule de l'altar major és de després de la guerra del 36, ja que durant el conflicte bèl·lic va ser destruït, i es va construir a imitació dels retaules churriguerescos. Està dedicat a la Verge de l'Asumpció, la imatge de la qual se situa en la fornícula central, que s'hagi flanquejada per pilastres i columnes salomónicas pareadas.
També cal fer especial esment al retaule del Crist de la Junaquera, patró de Xilxes. El retaule es va construir en els tallers de Domingo Llopis a València l'any 1959. Es tracta d'un retaule de fusta de pi albar, recobert amb or fi. Al carrer principal està la fornícula amb la imatge del Crist de la Jonquera i les figures que representen el lloc de la troballa de la imatge, el 18 de gener de 1625. Als carrers laterals es contemplen llenços emmarcats en rocallas que representen escenes relacionades amb ella.